# Kvarteret Marmorn

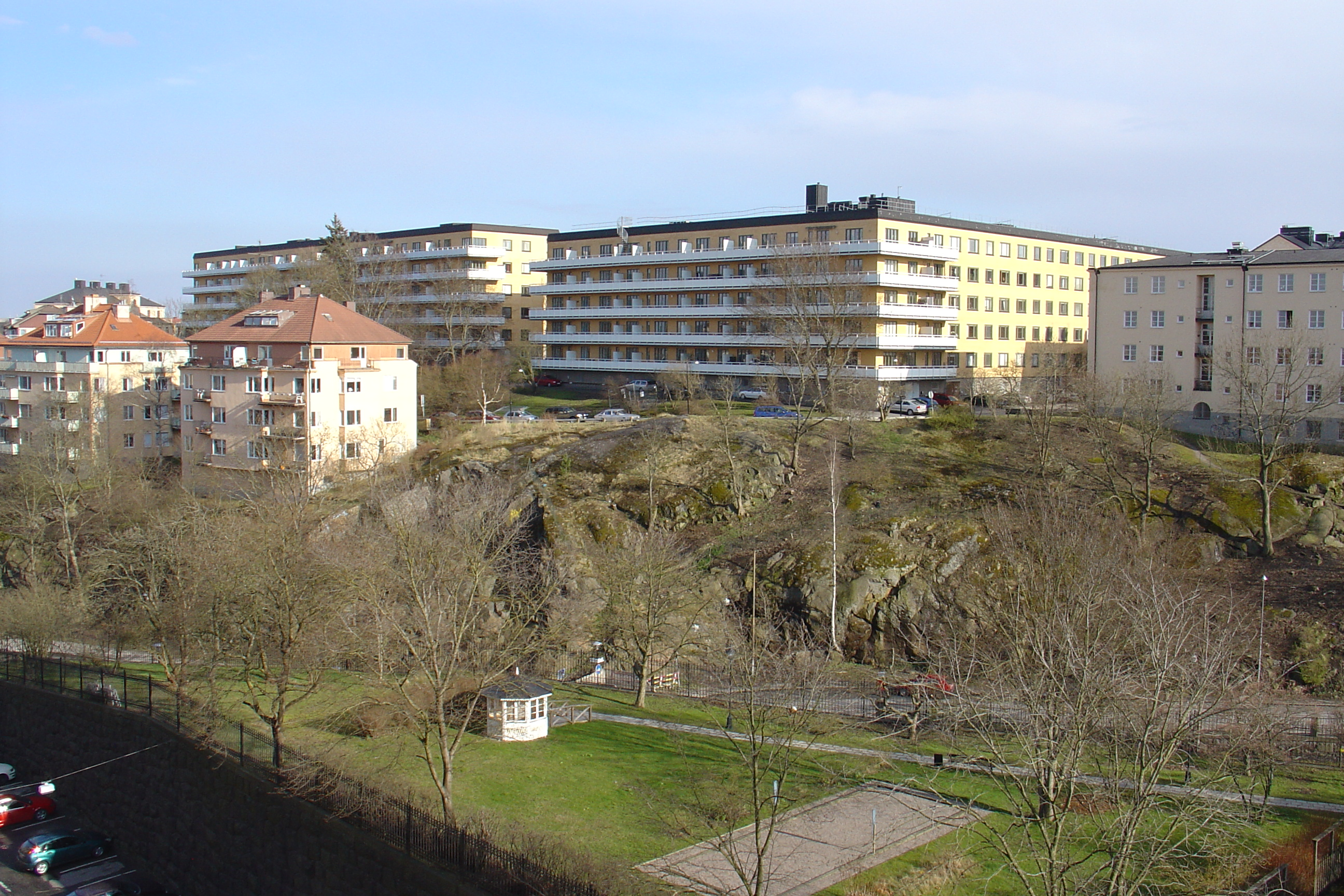
Kvarteret Marmorn sett från nordväst.

Kvarteret Marmorn är ett kvarter i centrala Stockholm, beläget på nordvästra Södermalm mellan Skinnarviksringen och Lundagatan. Det är även en av Stockholms äldsta och största bostadsrättsföreningar med 539 lägenheter, de flesta ettor och tvåor.

## Beskrivning

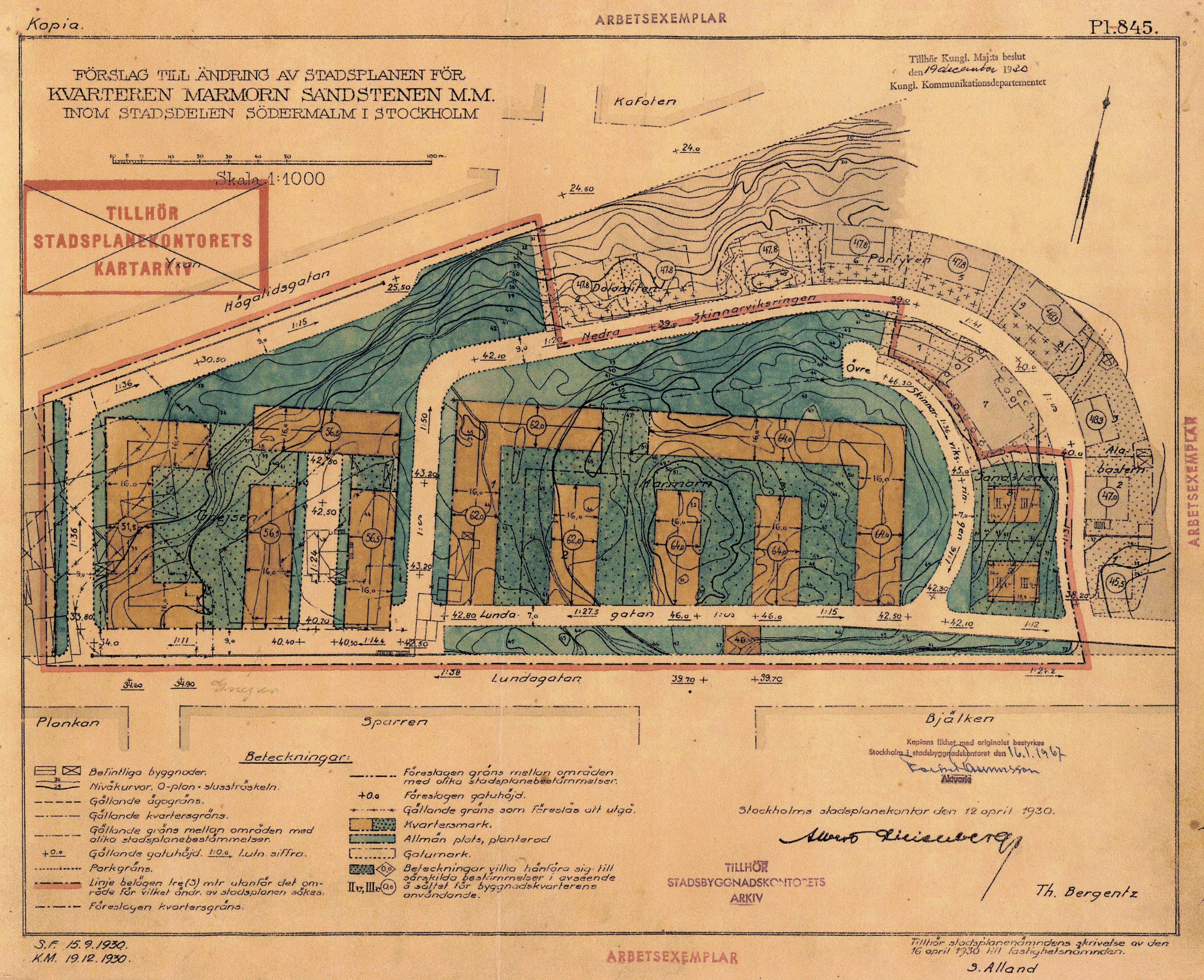
Stadsplanen från 1930.

Komplexet byggdes av HSB med Sven Wallander som arkitekt. Bostadsrättsföreningen Marmorn innebar ett steg på vägen mot den moderna bostadsstandarden med sopnedkast, badrum och gasspis. Husen är typiska tjockhus med bredd 16,0 meter. Man införde också s.k. trådradio i samtliga lägenheter. Däremot hade man inte isskåp eller kylskåp. Köken gjordes små och kallades kokvrår, där det inte ens fanns eluttag. Funktionalismens idé var att man skulle äta på arbetet och inte kunna sova i köket (detta förhindrade att köket hyrdes ut till inneboende och ansågs förbättra boendemiljön). 
Stora fönster och balkonger till lägenheterna gav långsträckta balkonger, vilka enligt arkitekten Wallander markerade de ursprungliga bergsformationerna högst upp på Skinnarviksberget. Huskomplexet stod delvis klart till den stora Stockholmsutställningen 1930, funkisens genombrott i Sverige, men var helt färdigbyggt först 1939.
På grund av sin stora betydelse för funktionalismen och den tidiga kooperativa bostadsrörelsen har kvarteret Marmorn givits högsta byggnadsklassificering av Stockholms stadsmuseum - "bebyggelse vars kulturhistoriska värde motsvarar fordringarna för byggnadsminne".